# 徳山日出男
徳山 日出男（とくやま ひでお、1957年〈昭和32年〉1月22日 - ）は、日本の建設・国土交通技官。元国土交通事務次官。2024年現在、国土技術研究センター理事長、日本道路協会会長。

## 経歴
岡山県岡山市出身。灘高等学校、東京大学工学部土木工学科を経て、1979年（昭和54年）に技官として建設省入省。入省当時から「将来の事務次官候補」と評されていたという。
若いころは省内で「ミスターITS」と呼ばれ、ETCやカーナビゲーションシステム、ドライバー安全運転支援などの高度道路交通システムに取り組んだ。
2011年（平成23年）3月11日の東日本大震災当時の東北地方整備局長。大震災当時、「くしの歯作戦」と呼ばれる被災地での道路啓開作業を指揮した。2013年（平成25年）に霞が関に戻るまで、被災地支援・復興事業にあたった。
2015年（平成27年）より国土交通事務次官を務め、2016年（平成28年）退官。

## 年表
出典
- 1979年（昭和54年）3月 - 東京大学工学部土木工学科卒
- 1979年（昭和54年）4月 - 建設省入省
- 1991年（平成3年）1月 - 建設省道路局企画課長補佐
- 1996年（平成8年）4月 - アメリカ合衆国連邦道路庁（英語版）国際研究員
- 1997年（平成9年）4月 - 建設省道路局企画課建設専門官
- 1999年（平成11年）4月 - 建設省北陸地方建設局新潟国道工事事務所長
- 2004年（平成16年）2月 - 博士（工学）（東京大学）取得
- 2005年（平成20年）4月 - 国土交通省関東地方整備局道路部長
- 2007年（平成19年） - 国土交通省道路局地方道・環境課長（現環境安全・防災課長）
- 2008年（平成20年）7月 - 国土交通省道路局企画課長
- 2011年（平成23年）1月 - 国土交通省東北地方整備局長
- 2013年（平成25年）8月 - 国土交通省道路局長
- 2014年（平成26年）7月 - 国土交通省技監
- 2015年（平成27年）7月 - 国土交通事務次官
- 2016年（平成28年）6月 - 退官、国土交通省顧問
- 2017年（平成29年）1月 - 大手広告代理店電通顧問就任
- 2020年（令和2年）1月 - 電通執行役員社長補佐
- 2022年（令和4年） 1月 - 電通ジャパンネットワーク執行役員社長補佐、電通総研所長
- 2022年（令和4年） 6月 - 国土技術研究センター理事長

## 著書
- 『マルチメディア・クライシス : モビリティをめぐる日米欧の標準化戦争』ベストセラーズ 1994年
- 『知能道路2001 : Smartway』（岩﨑泰彦, 加藤恒太郎と共著）日本経済新聞社 1998年
- 『ITS早わかり読本 : 車のIT革命 : 基礎からビジネス発想まで』（両角岳彦と共著）山海堂 2000年
- 『行政経営の時代』日経BP社 2004年